# Los poetas contemporáneos. Una lectura de Zorrilla en el estudio del pintor
Los poetas contemporáneos. Una lectura de Zorrilla en el estudio del pintor es un óleo sobre lienzo del pintor romántico español Antonio María Esquivel. Mide 144 centímetros de alto por 217 cm de ancho. Fue pintado en 1846 y se encuentra en el Museo del Prado de Madrid (España). Fue concebido por su autor como un mosaico iconográfico de los círculos de poder del parnaso isabelino.

## Historia
Este cuadro, considerado el más famoso de Esquivel y escaparate del Romanticismo español, se presentó en 1846 en la exposición anual de la Real Academia de San Fernando. Inicialmente estuvo en el Ministerio de Fomento, que, por Real Orden de 17 de abril de 1866, lo cedió al Museo de la Trinidad. Tras la supresión de este museo en 1872 pasó al Museo del Prado que, a su vez, en 1896 lo envió al Museo de Arte Moderno (luego Museo Español de Arte Contemporáneo) y, finalmente, en 1971 regresó al Prado.
Aparecen posando los principales representantes de la literatura del romanticismo en España, con motivo de una imaginaria reunión, y como reflejo de uno de los más influyentes círculos artísticos madrileños, el Liceo Artístico y Literario, frente al todopoderoso clan Madrazo. La escena se enmarca en el estudio del pintor, un salón iluminado por la luz lateral de un gran ventanal, y las paredes, imitando quizá las antiguas galerías de colecciones privadas, aparecen cubiertas, de una forma casi abigarrada, con lienzos, algunos pintados por el propio Esquivel y pertenecientes a su colección particular, obra de maestros de la pintura española. Entre los temas o motivos se reconocen el Juicio Final, Colón ante los Reyes Católicos, el Martirio de San Andrés, y una Inmaculada. Junto a las esculturas (entre las que se encuentra la de la reina Isabel II), a ambos lados, hay dos retratos destacados, el conde de Toreno a la izquierda y Espronceda a la derecha (ambos fallecidos cuando el cuadro fue pintado), objeto quizá de la lectura, como homenaje póstumo.

## Personajes representados
Imitando el esquema de gabinete del barroco flamenco, la minuciosa descripción de los personajes convocados queda centrada doblemente por el poeta y dramaturgo José Zorrilla, que lee unas cuartillas, y por el propio pintor que se autorretrata ante el caballete, provisto de paleta y pincel. Una cartela que acompaña al cuadro, permite identificar a sus protagonistas:
Los nueve personajes sentados son, de izquierda a derecha, Juan Nicasio Gallego, Antonio Gil y Zárate, Bretón de los Herreros, Antonio Ros de Olano, Francisco Javier de Burgos, Francisco Martínez de la Rosa, Ramón de Mesonero Romanos, el duque de Frías y Agustín Durán.
También de izquierda a derecha, parados en pie, posan: Ferrer del Río, Hartzenbusch, Rodríguez Rubí, Gil y Baus, Rosell, Flores, Bretón de los Herreros, González Elipe, Escosura, el conde de Toreno, Pacheco, Roca de Togores, Pezuela, el duque de Rivas, Tejado, Amador de los Ríos, Carlos García Doncel, el mencionado José Zorrilla leyendo, Güel y Renté, José Fernández de la Vega (1803-1851), Ventura de la Vega, Luis de Olona, el propio pintor, el actor Julián Romea, Manuel José Quintana, José María Díaz, Campoamor, Manuel Cañete, Pedro de Madrazo y Kuntz, Fernández Guerra, Cándido Nocedal, Romero Larrañaga, Asquerino y Manuel Juan Diana.